# 대한민국 형법 제59조
대한민국 형법 제59조는 선고유예의 요건에 대한 형법총칙의 조문이다.

## 조문
제59조(선고유예의 요건) ① 1년 이하의 징역이나 금고, 자격정지 또는 벌금의 형을 선고할 경우에 제51조의 사항을 참작하여 개전의 정상이 현저한 때에는 그 선고를 유예할 수 있다. 단, 자격정지 이상의 형을 받은 전과가 있는 자에 대하여는 예외로 한다.
②형을 병과할 경우에도 형의 전부 또는 일부에 대하여 그 선고를 유예할 수 있다.
第59條(宣告猶豫의 要件) ① 1年 以下의 懲役이나 禁錮, 資格停止 또는 罰金의 刑을 宣告할 境遇에 第51條의 事項을 參酌하여 改悛의 情狀이 顯著한 때에는 그 宣告를 猶豫할 수 있다. 但, 資格停止 以上의 刑을 받은 前科가 있는 者에 對하여는 例外로 한다.
②刑을 倂科할 境遇에도 刑의 全部 또는 一部에 對하여 그 宣告를 猶豫할 수 있다.

## 참고 문헌
- 신이철, 형법총론, 경찰승진연구회, 2005. ISBN 9788988777886
- 조현욱, 형법총론강의, 진원사, 2008 ISBN 9788990904621
- 손동권, 형법총론, 栗谷出版社, 2011. ISBN 9788991830936